# Дотанукі
Дотанукі (яп. 同田貫) — японська школа меча провінції Хіґо, котрі виробляли мечі в традиціях провінції Бідзен під час феодального періоду Японії.

## Школа Дотанукі
Школа Дотанукі розвивалася в провінції Хіґо. Енджю Кунімура заснував школу Хіґо-Енджю близько 1305 року. Кунімура народивсь у провінції Ямато, пізніше переїхав у провінцію Ямашіро, став учнем Рая Куніюкі, а потім одружився з дочкою Куніюкі. Вже незабаром переїхав у Хіґо та заснував школу Еню. Школа Дотанукі виникла в невеликому селі Хіґо в середині 16-го століття, після занепаду школи Хіґо-Енджю в другій половині періоду Кото.  
Засновник школи Дотанукі – Дотанукі Масакуні, він був названий Оямом Кодзуке Хе Ске і його оригінальним підписом було Нобуйоші. Мечі Дотанукі  швидко завоювали велику популярність серед класу воїнів-самураїв через їх чудову здатністю різання. Ковалі Дотанукі мало піклувався про естетичний вигляд, але замість цього зосереджували свою увагу  на міцності, чіткості і довговічності в польових умовах.  Вони були відомі під такою назвою і для виготовлення лопаток, які виносили  найсуворіші умови, найважчі поля битви .
Одним з найстрашніших, і безжальним з  генералів Хідейоші був Като Кійомаса. Генерал Кійомаса був відомий як лютий і нещадний боєць, справжній воїн. Його почали називати "Диявол генерала". Коли Хідейоші послав генерала Кійомаса, щоб  вторгнутися  в Корею правитель  вибрав  ковалів дотакуні, щоб супроводжувати його, для того  ті  щоб забезпечували їх  мечами,  та щоб вони вироблялися в польових умовах.

## Вигадані історії походження
Дотанукі  почали з'являтися в деяких розважальних закладів, ознаками дотакуні  були  — лезо ширше  та товще, ніж у  будь-якої катани. ОгаміІтто в манзі "Самотній Вовк" використовував  своєю головною зброєю дотакуні.
Багато творів з  історичну фантастики використовують також термін дотакуні, стверджуючи, що це меч який використовується , щоб вирізати частину тулуба трупа.